# World Rugby Sevens Series 2016-2017
Il World Rugby Sevens Series 2016-2017 è la diciottesima edizione del torneo internazionale di rugby a 7. Questa edizione servirà anche a determinare 4 squadre che prenderanno parte alla Coppa del Mondo 2018, scelte tra le core teams non ancore qualificate (Scozia, Argentina, Samoa, Canada, Russia e Giappone) meglio classificate. La vittoria finale è andata per la seconda volta al Sudafrica.

## Formato
La competizione è una serie di tornei dove le squadre partecipanti ottengono un punteggio secondo i piazzamenti nei singoli tornei al fine di determinare la classifica finale che assegnerà il vincitore.
In ogni torneo partecipano 16 squadre, alle 15 core teams, ovvero le squadre che hanno acquisito il diritto a partecipare a tutti i tornei della serie, si ne aggiunge una a invito rappresentate il continente dove si svolge il torneo.
Al torneo di Hong Kong si disputa inoltre un torneo separato di qualificazione con 12 squadre, la cui vincitrice parteciperà all'edizione successiva delle World Series. 
A partire da questa stagione vengono assegnate solamente le medaglie d'oro, d'argento e di bronzo alle prime tre squadre, senza procedere più alla consegna dei trofei minori noti come Plate, Bowl e Shield. 
Nella prima fase le squadre sono divise in gironi da quattro formazioni, che disputano un girone all'italiana. Sono attribuiti 3 punti per la vittoria, 2 per il pareggio, uno per la sconfitta, 0 se si dà forfait. A parità di punti sono considerati:
1. Confronto diretto.
2. Differenza punti.
3. Differenza mete.
4. Punti segnati.
5. Sorteggio.

Nella seconda fase ad eliminazione diretta, le prime due di ogni girone competono per la Cup e per l'assegnazione delle medaglie. Le restanti squadre accedono invece a un secondo tabellone per determinare la loro posizione finale.
Punteggi
| Torneo                      | Vincitore | Finalista | Terza         | Quarta        |
| Torneo                      | Vincitore | Finalista | Semifinaliste | Semifinaliste |
| --------------------------- | --------- | --------- | ------------- | ------------- |
| Cup 1-4 posto               | 22        | 19        | 17            | 15            |
| 5-8 posto                   | 13        | 12        | 10            | 10            |
| Challenge Trophy 9-12 posto | 8         | 7         | 5             | 5             |
| 12-16 posto                 | 3         | 2         | 1             | 1             |

Se due squadre sono a pari punti a fine stagione si usano i seguenti metodi per stabilire la classifica:
1. Differenza punti in stagione
2. Totale mete in stagione
3. Se non sono bastati i criteri sopra le squadre sono pari

La squadra ultima classificata delle core teams verrà sostituita nell'edizione 2017-18 dalla vincitrice del torneo di qualificazione di Hong Kong.

## Squadre partecipanti
Le 15 core teams per la stagione 2016-17 sono le seguenti:
| Figi          | Stati Uniti | Francia  |
| Sudafrica     | Kenya       | Galles   |
| Nuova Zelanda | Inghilterra | Canada   |
| Australia     | Samoa       | Russia   |
| Argentina     | Scozia      | Giappone |

## Tornei 2016-17
| Tornei 2016–17      | Tornei 2016–17                    | Tornei 2016–17               | Tornei 2016–17 |
| Torneo              | Località                          | Date                         | Vincitore      |
| ------------------- | --------------------------------- | ---------------------------- | -------------- |
| Dubai Sevens        | The Sevens, Dubai                 | 2 dicembre-3 dicembre 2016   | Sudafrica      |
| South Africa Sevens | Cape Town Stadium, Città del Capo | 10 dicembre-11 dicembre 2016 | Inghilterra    |
| Wellington Sevens   | Westpac Stadium, Wellington       | 28 gennaio-29 gennaio 2017   | Sudafrica      |
| Australia Sevens    | Allianz Stadium, Sydney           | 4 febbraio-5 febbraio 2017   | Sudafrica      |
| USA Sevens          | Sam Boyd Stadium, Las Vegas       | 3 marzo-5 marzo 2017         | Sudafrica      |
| Canada Sevens       | BC Place, Vancouver               | 11 marzo-12 marzo 2017       | Inghilterra    |
| Hong Kong Sevens    | Hong Kong Stadium, Hong Kong      | 7 aprile-9 aprile 2017       | Figi           |
| Singapore Sevens    | Stadio nazionale di Singapore     | 15 aprile-16 aprile 2017     | Canada         |
| Paris Sevens        | Stadio Jean-Bouin, Parigi         | 13 maggio-14 maggio 2017     | Sudafrica      |
| London Sevens       | Twickenham, Londra                | 20 maggio-21 maggio 2017     | Scozia         |

## Classifica generale
| Pos.             | Squadra            | Dubai | S.Africa | N.Zelanda | Australia | U.S.A. | Canada | Hong Kong | Singapore | Francia | Inghilterra | TOTALE |
| ---------------- | ------------------ | ----- | -------- | --------- | --------- | ------ | ------ | --------- | --------- | ------- | ----------- | ------ |
| 1                | Sudafrica          | 22    | 19       | 22        | 22        | 22     | 19     | 19        | 12        | 22      | 13          | 192    |
| 2                | Inghilterra        | 17    | 22       | 10        | 19        | 13     | 22     | 10        | 17        | 15      | 19          | 164    |
| 3                | Figi               | 19    | 13       | 19        | 13        | 19     | 17     | 22        | 10        | 10      | 8           | 150    |
| 4                | Nuova Zelanda      | 10    | 17       | 12        | 17        | 15     | 13     | 13        | 13        | 17      | 10          | 137    |
| 5                | Stati Uniti        | 8     | 10       | 5         | 12        | 17     | 15     | 15        | 19        | 13      | 15          | 129    |
| 6                | Australia          | 13    | 5        | 7         | 15        | 12     | 10     | 17        | 15        | 7       | 12          | 113    |
| 7                | Scozia             | 12    | 15       | 17        | 1         | 5      | 3      | 8         | 7         | 19      | 22          | 109    |
| 8                | Canada             | 3     | 3        | 15        | 3         | 10     | 10     | 10        | 22        | 5       | 17          | 98     |
| 9                | Argentina          | 5     | 7        | 13        | 10        | 10     | 12     | 12        | 3         | 8       | 10          | 90     |
| 10               | Galles             | 15    | 10       | 5         | 10        | 3      | 8      | 2         | 8         | 5       | 7           | 73     |
| 11               | Francia            | 10    | 8        | 10        | 7         | 5      | 1      | 5         | 5         | 10      | 5           | 66     |
| 12               | Kenya              | 5     | 12       | 8         | 2         | 8      | 5      | 7         | 10        | 1       | 5           | 63     |
| 13               | Samoa              | 7     | 1        | 3         | 5         | 7      | 7      | 1         | 5         | 12      | 3           | 51     |
| 14               | Russia             | 1     | 5        | 2         | 8         | 1      | 1      | 5         | 2         | 2       | 2           | 29     |
| 15               | Giappone           | 1     | 1        | 1         | 5         | 2      | 2      | 3         | 1         | 3       | 1           | 20     |
| Squadre invitate |                    |       |          |           |           |        |        |           |           |         |             |        |
| 16               | Cile               | -     | -        | -         | -         | 1      | 5      | -         | -         | -       | -           | 6      |
| 17               | Uganda             | 2     | 2        | -         | -         | -      | -      | -         | -         | -       | -           | 4      |
| 18               | Papua Nuova Guinea | -     | -        | 1         | 1         | -      | -      | -         | -         | -       | -           | 2      |
| 18               | Spagna             | -     | -        | -         | -         | -      | -      | -         | -         | 1       | 1           | 2      |
| 20               | Corea del Sud      | -     | -        | -         | -         | -      | -      | 1         | -         | -       | -           | 1      |
| 20               | Hong Kong          | -     | -        | -         | -         | -      | -      | -         | 1         | -       | -           | 1      |

| Qualificazioni alla Coppa del Mondo 2018 e retrocessione |
| -------------------------------------------------------- |
| Qualificata come paese organizzatore                     |
| Già qualificate dall'edizione precedente                 |
| Qualificate                                              |
| Sostituita nell'edizione 2017-18 dalla Spagna            |

## Risultati Tornei

### Dubai Sevens
| Trofeo           | Finaliste               | Semifinaliste            |
| ---------------- | ----------------------- | ------------------------ |
| Cup              | Sudafrica 26-14 Figi    | Inghilterra 38-10 Galles |
| 5º posto         | Australia 19-12 Scozia  | Francia e Nuova Zelanda  |
| Challenge Trophy | Stati Uniti 28-14 Samoa | Argentina e Kenya        |
| 13º posto        | Canada 20-17 Uganda     | Giappone e Russia        |

### South Africa Sevens
| Trofeo           | Finaliste                   | Semifinaliste              |
| ---------------- | --------------------------- | -------------------------- |
| Cup              | Inghilterra 19-17 Sudafrica | Nuova Zelanda 24-19 Scozia |
| 5º posto         | Figi 33-21 Kenya            | Galles e Stati Uniti       |
| Challenge Trophy | Francia 19-7 Argentina      | Australia e Russia         |
| 13º posto        | Canada 19-10 Uganda         | Giappone e Samoa           |

### New Zealand Sevens
| Trofeo           | Finaliste                     | Semifinaliste                 |
| ---------------- | ----------------------------- | ----------------------------- |
| Cup              | Sudafrica 26-5 Figi           | Scozia 28-22 Canada           |
| 5º posto         | Argentina 17-12 Nuova Zelanda | Inghilterra e Francia         |
| Challenge Trophy | Kenya 19-17 Australia         | Stati Uniti e Galles          |
| 13º posto        | Samoa 19-12 Russia            | Giappone e Papua Nuova Guinea |

### Australia Sevens
| Trofeo           | Finaliste                   | Semifinaliste                 |
| ---------------- | --------------------------- | ----------------------------- |
| Cup              | Sudafrica 29-14 Inghilterra | Nuova Zelanda 29-14 Australia |
| 5º posto         | Figi 35-12 Stati Uniti      | Argentina e Galles            |
| Challenge Trophy | Russia 26-0 Francia         | Samoa e Giappone              |
| 13º posto        | Canada 10-5 Kenya           | Papua Nuova Guinea e Scozia   |

### USA Sevens
| Trofeo           | Finaliste                  | Semifinaliste                   |
| ---------------- | -------------------------- | ------------------------------- |
| Cup              | Sudafrica 19-12 Figi       | Stati Uniti 19-15 Nuova Zelanda |
| 5º posto         | Inghilterra 10-7 Australia | Argentina e Canada              |
| Challenge Trophy | Kenya 21-14 Samoa          | Francia e Scozia                |
| 13º posto        | Galles 21-19 Giappone      | Cile e Russia                   |

### Canada Sevens
| Trofeo           | Finaliste                     | Semifinaliste          |
| ---------------- | ----------------------------- | ---------------------- |
| Cup              | Inghilterra 19-7 Sudafrica    | Figi 28-24 Stati Uniti |
| 5º posto         | Nuova Zelanda 17-14 Argentina | Canada e Australia     |
| Challenge Trophy | Galles 19-12 Samoa            | Kenya e Cile           |
| 13º posto        | Scozia 24-19 Giappone         | Francia e Russia       |

### Hong Kong Sevens
| Trofeo           | Finaliste                    | Semifinaliste               |
| ---------------- | ---------------------------- | --------------------------- |
| Cup              | Figi 22-0 Sudafrica          | Australia 26-19 Stati Uniti |
| 5º posto         | Nuova Zelanda 10-7 Argentina | Canada e Inghilterra        |
| Challenge Trophy | Scozia 21-19 Kenya           | Francia e Russia            |
| 13º posto        | Giappone 28-21 Galles        | Corea del Sud e Samoa       |

### Singapore Sevens
| Trofeo           | Finaliste                     | Semifinaliste               |
| ---------------- | ----------------------------- | --------------------------- |
| Cup              | Canada 26-19 Stati Uniti      | Inghilterra 14-12 Australia |
| 5º posto         | Nuova Zelanda 17-12 Sudafrica | Kenya e Figi                |
| Challenge Trophy | Galles 24-12 Scozia           | Samoa e Francia             |
| 13º posto        | Argentina 40-19 Russia        | Giappone e Hong Kong        |

### Paris Sevens
| Trofeo           | Finaliste                 | Semifinaliste                  |
| ---------------- | ------------------------- | ------------------------------ |
| Cup              | Sudafrica 15-5 Scozia     | Nuova Zelanda 12-5 Inghilterra |
| 5º posto         | Stati Uniti 24-19 Samoa   | Figi e Francia                 |
| Challenge Trophy | Argentina 33-12 Australia | Canada e Galles                |
| 13º posto        | Giappone 19-10 Russia     | Spagna e Kenya                 |

### London Sevens
| Trofeo           | Finaliste                 | Semifinaliste             |
| ---------------- | ------------------------- | ------------------------- |
| Cup              | Scozia 12-7 Inghilterra   | Canada - Stati Uniti      |
| 5º posto         | Sudafrica 28-17 Australia | Argentina e Nuova Zelanda |
| Challenge Trophy | Figi 26-14 Galles         | Francia e Kenya           |
| 13º posto        | Samoa 24-19 Russia        | Giappone e Spagna         |

## Torneo qualificatorio di Hong Kong

### Prima fase
| Girone   | Prima    | Prima | Seconda            | Seconda | Terza   | Terza | Quarta    | Quarta |
| -------- | -------- | ----- | ------------------ | ------- | ------- | ----- | --------- | ------ |
| Gruppo E | Germania | 9     | Uganda             | 7       | Tonga   | 5     | Giamaica  | 3      |
| Gruppo F | Cile     | 9     | Hong Kong          | 7       | Namibia | 5     | Sri Lanka | 3      |
| Gruppo G | Spagna   | 9     | Papua Nuova Guinea | 7       | Uruguay | 5     | Guyana    | 3      |

### Fase Finale
|  | Quarti di finale   | Quarti di finale   | Quarti di finale |          |                    | Semifinali         | Semifinali | Semifinali |  |  | Finale | Finale | Finale |  |
|  |                    |                    |                  |          |                    |                    |            |            |  |  |        |        |        |  |
|  | Cile               | Cile               | 21               |          |                    |                    |            |            |  |  |        |        |        |  |
|  | Cile               | Cile               | 21               |          |                    |                    |            |            |  |  |        |        |        |  |
|  | Uruguay            | Uruguay            | 12               |          |                    |                    |            |            |  |  |        |        |        |  |
|  | Uruguay            | Uruguay            | 12               |          | Cile               | Cile               | 7          |            |  |  |        |        |        |  |
|  |                    |                    |                  |          | Cile               | Cile               | 7          |            |  |  |        |        |        |  |
|  |                    |                    | Germania         | Germania | 19                 |                    |            |            |  |  |        |        |        |  |
|  | Germania           | Germania           | Germania         | Germania | 19                 | 14                 |            |            |  |  |        |        |        |  |
|  | Germania           | Germania           |                  |          |                    |                    |            |            |  |  |        |        |        |  |
|  | Hong Kong          | Hong Kong          | 7                |          |                    |                    |            |            |  |  |        |        |        |  |
|  | Hong Kong          | Hong Kong          | 7                |          | Germania           | Germania           | 7          |            |  |  |        |        |        |  |
|  |                    |                    |                  |          |                    |                    |            |            |  |  |        |        |        |  |
|  |                    |                    | Spagna           | Spagna   | 12                 |                    |            |            |  |  |        |        |        |  |
|  | Uganda             | Uganda             | Spagna           | Spagna   | 12                 | 10                 |            |            |  |  |        |        |        |  |
|  | Uganda             | Uganda             |                  |          |                    |                    |            |            |  |  |        |        |        |  |
|  | Papua Nuova Guinea | Papua Nuova Guinea | 14               |          |                    |                    |            |            |  |  |        |        |        |  |
|  | Papua Nuova Guinea | Papua Nuova Guinea | 14               |          | Papua Nuova Guinea | Papua Nuova Guinea | 12         |            |  |  |        |        |        |  |
|  |                    |                    |                  |          | Papua Nuova Guinea | Papua Nuova Guinea | 12         |            |  |  |        |        |        |  |
|  |                    |                    | Spagna           | Spagna   | 21                 |                    |            |            |  |  |        |        |        |  |
|  | Spagna             | Spagna             | Spagna           | Spagna   | 21                 | 33                 |            |            |  |  |        |        |        |  |
|  | Spagna             | Spagna             |                  |          |                    |                    |            |            |  |  |        |        |        |  |
|  | Namibia            | Namibia            | 0                |          |                    |                    |            |            |  |  |        |        |        |  |